# Awad Al-Anazi
Awad Al-Anazi (24 settembre 1968) è un ex calciatore saudita, di ruolo difensore.